# Holothuria grisea
Holothuria grisea är en sjögurkeart som beskrevs av Emil Selenka 1867. Holothuria grisea ingår i släktet Holothuria och familjen Holothuriidae. Inga underarter finns listade i Catalogue of Life.